# Tofsdoradito
Tofsdoradito (Pseudocolopteryx sclateri) är en fågel i familjen tyranner inom ordningen tättingar.

## Utseende och läte
Tofsdoradito är en liten tyrann med bjärt gul undersida, en spretig huvudtofs och tre vingband. Inga andra arter i släktet har vingband. Sången består av en mycket mjuk och gnisslig serie med "tsik-tsik-tsee-lee".

## Utbredning och systematik
Fågeln förekommer i södra Venezuela till Guyana, nordöstra Argentina och södra Brasilien samt på Trinidad. Den behandlas som monotypisk, det vill säga att den inte delas in i några underarter.

## Levnadsätt
Tofsdoraditon hittas i våtmarker och översvämmade gräsmarker med igenväxt vegetation.

## Status
Arten har ett stort utbredningsområde och beståndet anses vara stabilt. Internationella naturvårdsunionen IUCN listar den därför som livskraftig (LC).

## Namn
Fågelns vetenskapliga artnamn hedrar Philip Lutley Sclater (1829–1913), engelsk ornitolog och samlare av specimen.